# Pierre-Raymond Villemiane
Pierre-Raymond Villemiane, nascido a 12 de março de 1951 em Pineuilh, é um ciclista francês.
Após ter estado seis anos como amador, estreiou como profissional com 25 anos em 1976 com a equipa Gitane, Renault-Gitane, e depois Wolber.  Pôs fim à sua carreira desportiva em 1983. Cabe destacar as suas três vitórias no Tour de France.

## Palmarés
| 1975 - Clássica de Ordizia 1977 - 1 etapas do Tour de France mais classificação dos sprints intermediários - 1 etapa do Grande Prêmio de Midi Livre - 1 etapa do Tour de Corse - 1 etapa do Tour de Limousin 1978 - Tour de Tarn, mais 1 etapa - Grande Prêmio de Plouay - 1 etapa do Tour de Vaucluse | 1979 - 1 etapas do Tour de France - 1 etapa do Étoile des Espoirs 1980 - Campeonato da França em Estrada - Paris-Camembert - 1 etapa do Tour de Tarn 1982 - Grande Prêmio de Monaco (ciclismo)\|Grande Prêmio de Mônaco - Troféu dos Escaladores - 1 etapas do Tour de France |

## Resultados nas grandes voltas
| Carreira           | 1976 | 1977 | 1978 | 1979 | 1980 | 1981 | 1982 | 1983 |
| ------------------ | ---- | ---- | ---- | ---- | ---- | ---- | ---- | ---- |
| Giro d'Italia      | -    | -    | -    | -    | 38º  | -    | -    | 58º  |
| Tour de France     | -    | 15º  | 31º  | 13º  | 70º  | -    | 55º  | -    |
| Volta a Espanha    | -    | -    | -    | -    | -    | -    | 6º   | -    |
| Mundial em Estrada | -    | -    | -    | -    | -    | -    | -    | -    |

-: não participa

Ab.: abandono